# Guild Of Ages
Guild Of Ages is een Amerikaanse rockband met (altijd) zanger Danny Martinez en (meestal) gitarist Anthony 'Antz' Trujillo. Consequent verbonden aan de band is een setlist (een verzameling van nummers) en een bandsound. De naam van de band kan echter niet mee in de tijd verhuizen, iets waar de band schade van ondervindt. De eerste twee albums worden op de markt gebracht onder de naam Caught In The Act, dan volgen er drie met de naam Guild Of Ages. Deze worden gevolgd door een release met als bandnaam Relapsed om ten slotte voor het meest recente album weer bij Guild Of Ages uit te komen. Maar alles dus mét Martinez, dezelfde herkenbare bandsound en tijdens optredens dezelfde nummers.

## Caught In The Act

### Start en eerste demo
De start van Guild Of Ages ligt in 1988, als vijf vrienden van de Abraham Lincoln High School uit Denver samen gaan spelen in een band, die ze 'Caught In The Act' noemen. Naast de volledige bandnaam wordt de band in die tijd aangeduid als CITA, C.I.T.A. of Cita. Afgezien van de al genoemde Martinez maken  Paul Miller (gitaar), Matt Karas (toetsen) en de broers Joe (basgitaar) en Rob Marone (drums) deel uit van de band. In die samenstelling wordt in 1989 een demo-album genaamd Caught In The Act uitgebracht, waar op het artwork van het album Danny Martinez Danny Skyler heet. Het album blijft obscuur en is volgens Hardrock / AOR Heaven een collector's item. Volgens The Rock Depot is de muziek van het album goed, maar ontbreekt het nog aan geschikte lyrics ('klef'). De release op cd van deze demo door het Braziliaanse Hard Rock Diamonds is volgens sommige bronnen illegaal.

### Act 1 - Relapse Of Reason
In de Hard Rock & Heavy Metal Encyclopedie uit 1997 hebben bands al dan niet een 'eigen entry'; CITA heeft er dan nog geen. Toch wordt bij 'selectieve discografie' onder de tekst over het genre AOR al hun uit 1995 stammende debuut Act 1 - Relapse Of Reason genoemd. Op dit officiële debuutalbum is voor de gitaar Paul Miller vervangen door Anthony Trujillo en voor de drums Rob Marone door Troy Benson. De band is gekrompen tot een viertal, waarbij Trujillo in de studio naast de gitaar eveneens de toetsen bespeelt.
Het album bestaat uit eigen werk en covers. Met 'Two Hearts' staat er een nummer op dat is geschreven door de in Amerika bekende AOR-artiest Stan Bush. Verder stelt de door de band ingehuurde en van Blackfoot bekende producer Bobby Barth voor om de nummers 'Steal Another Fantasy' en 'Silent Soldiers' van zijn band Axe opnieuw op te nemen en op Act 1 - Relapse Of Reason uit te brengen. Deze covers blijven niet onopgemerkt bij het publiek. Zo roemt Uwe Krimpe de 'fantastische gitaarsolo' van het opnieuw opgenomen 'Silent Soldiers'.

### Heat Of Emotion
Voor de opvolger Heat Of Emotion uit 1996 gaat men verder als kwartet, maar niet in dezelfde bezetting. Steve Stuntz doet voor de drums zijn intrede en James Lostetter vervangt oudgediende Joe Marone op bas. Ook op Heat Of Emotion komt een cover te staan ('Cold Sweat' van Thin Lizzy) maar volgens Rock Hard is die niet echt nodig en kan men het schrijven van nummers volledig aan de band toevertrouwen. Naast het goede nieuws van de positieve recensies pakken er zich donkere wolken boven de band samen. Door het management van de Nederlands-Engelse boyband Caught in the Act wordt een rechtszaak aangespannen over het gebruik van de naam Caught in the Act. Als resultaat hiervan wordt het de Amerikaanse Caught in the Act verboden om verder te gaan met de naam Caught in the Act of de bijbehorende acroniemen.

## Guild Of Ages

### One
De naamswisseling benadeelt de bekendheid van de band. Het creatieve proces wordt er echter niet door geschaad, want de recensies van One, het eerste album dat onder de nieuwe bandnaam 'Guild Of Ages' verschijnt, zijn lovend. Volgens Rock Hard wordt waargemaakt, wat al op het promotiemateriaal van het label staat, namelijk: 'melodieuze heavy rock op zijn best'. Metal Library schrijft dat 'elk nummer als een klein meesterwerk op het gebied van melodieuze rock kan worden beschouwd'.

### Vox Dominatas
Met de eigen nummers op opvolger Vox Dominatas uit 1999 wordt de ingeslagen koers voortgezet. Veel recensenten prijzen met name de cover Hungry Like the Wolf, oorspronkelijk van Duran Duran. Minder voor de hand ligt de cover van 'Wish That I Was There', waarvan het origineel is geschreven door Jonathan Cain en John Waite. Dit nummer ontbreekt opmerkelijk genoeg op de Europese versie van Cains soloalbum Back To The Innocence; fans van Cain kennen het van de Noord-Amerikaanse of Japanse persing van het gelijknamige album. Hoewel deze cover minder vaak door de recensenten van Vox Dominatas genoemd wordt, weet een deel van hen ook deze bijdrage te waarderen.

### Citadel
Een noviteit bij het in 2001 uitgebrachte Citadel is het werken met een externe songwriter. Gekozen is voor Michael Bormann. Helemaal verrassend is deze keuze niet. De meest genoemde referentie bij Guild of Ages is namelijk Bon Jovi en Bormann wordt in 1995 door de Nederlandse Linda de Mol in de Soundmixshow van het Duitse RTL aan het publiek voorgesteld met de woorden 'Du bist dem Jon Bon Jovi einigermaßen ähnlich' ('Je lijkt een beetje op Jon Bon Jovi'), waarna Bormann de Bon Jovi-hit Wanted Dead or Alive ten gehore brengt, waarmee hij uiteindelijk de show wint. Citadel klinkt niet heel anders dan voorgaande albums en wat de inbreng van Bormann is geweest, blijft onduidelijk. Na de release van Citadel wordt er tot 2018 niets meer onder de naam Guild Of Ages uitgebracht.

## Relapsed

### Into A Former State
In 2003 herstelt Martinez de band in een vroegere staat. In de band zitten nu weer Joe (basgitaar) en Rob Marone (drums). Dit gezelschap wordt aangevuld met gitarist Brian Mesa en ze noemen zich - met een knipoog naar het eerdere album Act 1 - Relapse Of Reason - 'Relapsed'. Dit leidt tot verwarring bij fans en journalisten, waarbij een enkele bron zelfs tegelijkertijd schrijft 'Relapsed, beter bekend als CITA of Guild Of Ages' en 'nieuwe band'.
Impulse Music noteert over de participerende muzikanten dat 'ze onmiddellijk de bijzondere magie weer voelen, waarmee ze zo’n vijftien jaar geleden 'Caught In The Act' creëerden.' Het album dat hieruit voortvloeit, wordt letterlijk 'in een vroegere staat' (Engels: 'Into A Former State') genoemd. Over dit album schrijft MelodicRock dat de band nog steeds geweldige rocknummers weet te schrijven, maar dat het album zonder producer Bobby Barth een paar tandjes zakt voor wat betreft de geluidskwaliteit. Daar waar de band eerder werd geroemd om de opgenomen covers (zie 'Act 1 - Relapse Of Reason' en 'Vox Dominatas'), daar ontbreekt het de nu opgenomen versie van de Queen-klassieker I Want It All aan impact.

## Guild Of Ages

### Firefest
Na de release van 'Into A Former State' in 2006 blijft het een lange tijd stil. Michaël Haifl wijt dit aan de geringe belangstelling voor het genre in de jaren nul. Dé reden om de draad later toch weer op te pakken, is de kans om te spelen op een beroemd festival: Firefest. De organisatie van dit festival in Nottingham, Engeland, vraagt de band om in 2014 - samen met een groot aantal vergelijkbare bands - op te treden gedurende dit driedaagse evenement. Alle vier de muzikanten van de bezetting ten tijde van Heat Of Emotion worden bereid gevonden deel te nemen aan deze reünie. Op de flyer/poster kiest de festivalorganisatie voor de naam C.I.T.A./Guild Of Ages om zeker geen fans mis te lopen. Na afloop van het festival wordt de band door de bezoekers tot de publiekslievelingen gerekend.

### Rise
Mede als gevolg van de positieve feedback van Firefest blijkt er voldoende animo voor een doorstart. Hoewel de release van het nieuwe album Rise nog tot 2018 op zich laat wachten, schrijven recensenten als Craig Hartranft en Jason Ritchie allebei en onafhankelijk van elkaar over 'een prima terugkeer' (a fine return) van de band. Daar waar Hartranft en Ritchie de continuïteit van het gebodene onderstrepen, daar benadrukt Andrew Rockwell dat er sinds de tijd van het demo-album Caught In The Act juist wel degelijk iets veranderd is. Hij merkt op dat de songteksten 'licht religieus georiënteerd' (light faith based) zijn, wat in zijn ogen de aantrekkingskracht van het nieuwe album ten goede komt. Michel van de Moosdijk vraagt aan Martinez of hij ooit in een gospelkoor heeft gezongen, waarop Martinez antwoordt: 'nee, maar ik begrijp waar uw vraag vandaan komt'.

### Na Firefest en Rise
Er is internationale belangstelling voor Guild Of Ages, zoveel maken de internationale recensies van Rise en de uitnodiging voor Firefest duidelijk. Desalniettemin concentreert de groep zich vandaag de dag op optredens in hun vaderland, de Verenigde Staten, zoals blijkt uit de pagina van de band op Facebook.
In 2021 is Danny Martinez als leadzanger te horen op de nummers 'In My Mind' en 'Breathe Again', die  verschijnen op het album Inspirations van het all-star project Barnabas Sky rond de Duitse gitarist Markus Pfeffer.